# Plymouth (software)
Plymouth é um programa usado para criar uma tela de inicialização para Linux que suporta animações usando o Direct Rendering Manager (DRM) e o driver KMS. Ele é instalado no initrd.
Além do visual, o Plymouth também lida com a interação do usuário durante a inicialização.
O Plymouth foi incluído pela primeira vez no Fedora 10 "Cambridge" lançado em 25 de novembro de 2008, onde substituiu o Red Hat Graphical Boot (RHGB). O Ubuntu o inclui na versão 10.04 LTS "Lucid Lynx" lançado em 29 de abril de 2010. O Mandriva mudou do Splashy para o Plymouth com a versão Adélie (2010.0).